# 北村又左衛門 (1873年生の林業家)
北村 又左衛門（きたむら またざえもん、1873年（明治6年）12月25日 - 没年不明）は、日本の林業家・資産家、奈良県多額納税者、奈良県の大地主。北村林業取締役。族籍は奈良県平民。

## 人物
奈良県吉野郡上市町（現・吉野町）出身。北村又作郎の長男。1876年、家督を相続する。祖業を継ぎ農業、植林業を営み傍ら会社重役である。
貴族院多額納税者議員選挙の互選資格を有する。社会の信望が甚だ高い。謡曲を嗜む。住所は奈良県吉野郡上市町。

## 家族・親族
北村家
- 父・又作郎[8][9]
- 母・タケ（1854年 - ?、祖父又右衛門の長女）[8]
- 妻・キク（1875年 - ?、和歌山、木下伊平の妹）[6]
- 長男・又左衛門（1902年 - 1985年、前名・太郎[5][10]、北村林業会長、衆議院議員）
  - 同妻・利子（1905年 - ?、三重、土井八郎兵衛の長女）[5]
- 二男・謹次郎[9]（1904年 - 1991年、北村林業取締役、北村美術館を運営する北村文華財団の理事長）[10]
- 三男・勝三郎（1906年 - ?、北村林業監査役）[9][10]

親戚
- 北村宗四郎[7]（醸造家）
- 妻の兄・木下伊平（農業、林業、資産家、和歌山県多額納税者）
- 長男の妻の父・土井八郎兵衛（土井林業代表取締役、三重県多額納税者、尾鷲銀行頭取）